# 岩永ひひお
岩永 ひひお（いわなが ひひお、1982年5月7日 - ）は、日本の俳優。ワイケーエージェント所属。長崎県出身。身長180cm、体重74kg。旧芸名、岩永 ひひ男（いわなが ひひお）→火々野 了（ひびのりょう）→中村 僚志（なかむら りょうじ）。

## 来歴・人物
長崎市立南長崎小学校→長崎市立小ケ倉中学校→私立海星高等学校卒業。
在学中はサッカー部に所属、長崎市大会優勝や選抜選手として活躍。
高校卒業後、桃山学院大学在学中に芸能活動を開始。日本放映プロで初舞台『雑草の詩』、ユニバーサル・スタジオ・ジャパンのCM、任天堂のCMに出演。その後、劇団『一番ライス』に参加し、劇団ともども上京。上京後は『（株）ピノプロダクション』に所属し、個性派俳優としてメインキャストからワンポイント出演など数々の作品に出演。『艶恋師』での参平役を愛くるしいキャラクターとして見事に演じた。
その後、ドラマ『サラリーマン金太郎』、映画『クローズZERO II』、映画『TAJOMARU』、映画『イヌネコ。』（斧打先生役）、バラエティー『『ぷっ』すま』などに個性派俳優として幅広く出演している。
2010年の秋に放送のNHKスペシャルドラマ『坂の上の雲』第9話に沓澤皆蔵役として出演。
2011年、オスカープロモーション所属 となり、2014年10月に現在のエビス大黒舎所属となる。
2022年10月22日、一般女性との結婚を発表。2023年8月第一子女児の誕生を報告。

## 出演

### 映画
- 公式プロフィールに掲載されているが公開年等が不明の作品[7]
  - 無くした記憶 - インターナショナルスクール生徒 役
  - 家出掲示板 - ジャージ男 役
  - 昭和BADBOY'S列伝 悪漢 - 黒服のキャッチ 役
- 恐喝一代記（2008年） - 韓国人マフィア 役 ※オリジナルビデオ
- 艶恋師3（2008年） - 参平 役
- 修羅の荒野（2008年） - 柳田英二 役 ※オリジナルビデオ
- 野獣学園（2008年） - 鷲丘組員 役 ※オリジナルビデオ
- イヌネコ。（2009年） - 斧打先生 役
- 新宿区歌舞伎町保育園（2009年） - ヤクザ4人組 役
- クローズZERO II（2009年） - 鳳仙学園男子生徒 役
- スリーカウント（2009年）
- TAJOMARU（2009年） - 桜丸家臣 役
- 人生をうまく跳べない人（2009年） - 西崎のマネージャー 役 ※オリジナルビデオ
- 天使の恋（2009年） - オタク大学生 役
- 僕らのワンダフルデイズ（2009年） - 野球部部長 役
- 喧嘩の極意5（2009年） - チーマー 役 ※オリジナルビデオ
- 戦国番長ガチザムライ（2010年） - 源五郎 役[8][9]
- ナチュラル・ウーマン2010（2010年） - 橘 役
- ハンドメイドエンジェル（2010年） - 拓雄 役[10][11]
- シュアリー・サムデイ（2010年） - 洋一 役
- サムライダッシュ（2013年） - 原田 役
- ガチバンMAXIMUM（2011年） - 金子 役
- リアル鬼ごっこ5（2012年） - 友幸 役
- るろうに剣心（2012年） - 白衣の男 役
- 空の境界（2013年）
- Miss ZOMBIE（2013年） - 配達員役
- リュウセイ - 田村先生役（2013年11月16日、谷健二監督）[12]
- ガキ☆ロック（2014年） - まっつん 役[13]
- ブーケなんていらない！（2015年） - 新郎 役 ※ショートショートフィルムフェスティバル & アジア 2015参加作品
- TERROR OF HOUSE（2015年） - 総合演出家役[14]
- 第九条（2016年） - 高橋義人 役[15]
- 青春ディスカバリーフィルム〜なんだって青春編〜「思い出カプセル」（2016年）
- U31（2016年） - コーチ・南野 役
- はらはらなのか。（2017年） - ディレクター 役
- 短編映画『LOTTE SWEET FILMS「MY NAME」』（2017年）
- 笑う招き猫（2017年） - 俳優 役
- SHORT TRIAL PROJECT 2018（2019年）
  - ブレス
  - 2nd Memories
- 新聞記者（2019年6月28日、スターサンズ / イオンエンターテイメント）
- 妖怪大戦争 ガーディアンズ（2021年8月13日、東宝 / KADOKAWA） - 手の目 役
- 終わりが始まり（2022年5月27日、トキメディアワークス）
- 劇場版 推しが武道館いってくれたら死ぬ（2023年5月12日、ポニーキャニオン） - ふみくん 役 [16]
- ぼくらのふしだら（2025年1月3日、フルモテルモ）[17]

### テレビドラマ
- サラリーマン金太郎 第8話（2008年11月28日、テレビ朝日） - チンピラ2人組 役
- JIN-仁- 第1話（2009年10月11日、TBS） - 患者 役 / 西洋医学生 役
- 七人の刑事[信頼性要検証] TBS - 鑑識 役
- 東京迷宮ファイル 奥多摩迷宮探索〜廃墟〜（2008年、フジテレビ） - 大学生役
- 坂の上の雲 第9話（2010年12月26日、NHK） - 福井丸 二等機関兵 沓澤皆蔵 役
- ハンマーセッション! 第3話（2010年7月24日、TBS） - 黒服SP 役
- GOLD 第6話（2010年8月12日、フジテレビ） - 囚人 役
- ヘブンズフラワー（2011年、TBS） - マフィア 役
- 水曜ミステリー9（テレビ東京）
  - 密会の宿9「宝石の甘い罠」（2012年6月27日） - 伊崎洋一 役
  - カメラマン亜愛一郎の迷宮推理（2013年11月13日） - 刑事A 役
  - 特命おばさん検事! 花村絢乃の事件ファイル4（2015年8月5日） - 刑事 役
- 木曜ドラマ9 / ビギナーズ! 第10話（2012年9月20日、TBS） - 係員 役
- 月曜ゴールデン / 月曜名作劇場（TBS）
  - 警視・深町征爾「殺人者にラブソングを」（2013年7月8日-） - 城戸亮平 役
  - 信濃のコロンボ - 佐藤刑事 役 ※寺脇康文版
    - 第1作「死者の木霊」（2013年10月7日）
    - 第3作「北国街道殺人事件」（2016年11月14日）
    - 第4作「軽井沢追分殺人事件」（2017年4月24日）

  - 警視庁南平班〜七人の刑事〜8（2015年8月3日） - 安藤広樹 役
  - はぐれ署長の殺人急行「秩父SL迷宮ダイヤ」（2017年6月26日） - 警官 役
- 金曜プレステージ 流氷の夜会（2014年8月1日、フジテレビ） - 仲田佳雄 役
- ウロボロス・この愛こそ、正義。 第2話（2015年1月23日、TBS） - 菅井直樹 役
- 不便な便利屋 第9話（2015年4月25日、テレビ東京） - 医者 役
- 初森ベマーズ 第1話・2話（2015年7月11日・7月18日、テレビ東京） - 工員 役
- ある日、アヒルバス 第8話（2015年8月23日、NHK BSプレミアム） - ツアー客 役
- 金曜プレミアム 私という名の変奏曲（2015年10月2日、フジテレビ） - 所轄刑事 役
- 山本周五郎 人情時代劇 第1話「なみだ橋」（2015年10月6日、BSジャパン） - 伝五郎 役
- 昼のセント酒（2016年4月9日 - 、テレビ東京） - レギュラー・片岡隆 役
- 99.9-刑事専門弁護士- 第3話（2016年5月1日、TBS） - 果歩の父親 役
- コック警部の晩餐会 第8話（2016年12月8日、TBS） - メインゲスト・真島二郎 役
- 潜入捜査アイドル・刑事ダンス 第11話（2016年12月18日、テレビ東京） - 記者 役
- 銀と金 第1話（2017年1月8日、テレビ東京） - ファミレスの店員 役
- トクチョウの女〜国税局特別調査部〜（2017年3月4日、フジテレビ） - 武藤鉄平 役
- 松本清張「花実のない森」（2017年3月29日、テレビ東京） - 間宮修治 役
- アイドル×戦士ミラクルちゅーんず! 第12話（2017年6月18日、テレビ東京）
- 山本周五郎時代劇 武士の魂 第12話「失蝶記」（2017年9月12日、BSジャパン） - 藩士・内藤源太 役
- 日曜ワイド / 警視庁さがし物係（2018年2月11日、テレビ朝日） - 警察官 役
- 復讐捜査〜警察犬と刑事の殺人追跡行〜（2018年5月6日、テレビ朝日） - 島本猛 役
- 警視庁・捜査一課長 （テレビ朝日）
  - スペシャル2（2019年1月6日） - 鴨志田信仁 役
  - Season6 第5話（2022年5月12日） - 藤綱玄道 役
- 騎士竜戦隊リュウソウジャー 第28話（2019年9月29日、テレビ朝日） - 伊藤蘭斗 役
- 特捜9 （テレビ朝日）
  - season3（2020年） - 伊勢谷武 役
  - season7（2024年） - 伊勢谷武 役
- 月曜プレミア8 誉田哲也サスペンス ドンナビアンカ〜刑事 魚住久江〜（2020年10月5日、テレビ東京） - 富樫公宏 役
- 最高のオバハン 中島ハルコ 第4話（2021年5月1日、東海テレビ・フジテレビ） - 古坂茂 役
  - 第2シリーズ 第4話（2022年10月30日）
  - スピンオフ〜大谷家の大騒動!in愛知・幸田町〜（2025年3月23日〈予定〉）[18]
- ドラマ「家、ついて行ってイイですか?」 第2話（2021年8月21日、テレビ東京）
- 仮面ライダーセイバー 最終章（2021年8月22日、テレビ朝日） - 記者 役
- お耳に合いましたら。 第10話（2021年9月17日、テレビ東京）
- 逃亡医F 第4話（2022年2月5日、日本テレビ）
- 元彼の遺言状 第4話（2022年5月2日、フジテレビ） - 清宮浩平 役
- 六本木クラス 第11話（2022年9月15日、テレビ朝日） - 医師 役
- 推しが武道館いってくれたら死ぬ（2022年10月9日 - 12月26日、朝日放送テレビ） - ふみくん 役
- クロサギ 第5話・第7話（2022年11月18日・12月2日、TBS） - 家入 役
- ブラッシュアップライフ 第4話（2023年1月29日、日本テレビ） - 制作スタッフ 役
- ゲキカラドウ2 第1話・第6話・第11話・最終話（2023年4月7日 - 6月23日、テレビ東京） - ヒーハーイーツ配達員 役
- だが、情熱はある 第5話・第6話（2023年5月7日・5月14日、日本テレビ） - ディレクター 役
- トリリオンゲーム 第1話（2023年7月14日、TBS） - ハッカー 役
- 湊かなえ「落日」 第2話（2023年9月17日、WOWOW） - 運営会社のスタッフ 役
- 今日からヒットマン 第3話 - 最終話（2023年11月10日 - 12月15日、テレビ朝日） - アゴ 役
- 婚活1000本ノック 第9話（2024年3月13日、フジテレビ） - 金田一 / 溝脇 役
- 降り積もれ孤独な死よ 第2話・第7話（2024年7月14日・8月18日、読売テレビ・日本テレビ系） - 三木 役[19]
- ブラックペアン シーズン2（2024年7月7日 - 、TBS）
- プライベートバンカー 第2話（2025年1月16日、テレビ朝日） - 運転手・原田 役[20]
- ホットスポット 第7話（2025年2月23日、日本テレビ） - インタビューを受ける男性 役[21]
- Dr.アシュラ 第2話（2025年4月23日、フジテレビ） - 隼人の父 役
- イグナイト -法の無法者- 第2話（2025年4月25日、TBS） - 松本裕士 役[22]

### インターネット配信ドラマ
- はぴまり〜Happy Marriage!?〜（2016年6月、Amazonプライム・ビデオ） - 準レギュラー・アキバ男役
- ガキ☆ロック〜浅草六区人情物語〜（2017年4月14日-、Amazonプライム・ビデオ） - レギュラー・まっつん役

### アニメ
- ごはんかいじゅうパップ - タイカレードン 役

### バラエティ
- 近未来×予測テレビ ジキル&ハイド（テレビ朝日）
- 『ぷっ』すま 『芸能界ビビリ王決定戦』ユースケ・サンタマリア編（テロリスト役）、田中美里編（友人カップル役）（テレビ朝日）

### CM
- 大鵬薬品　「ソルマック」（2013年）
- AFC　「ACL ヤンマー企業CM」（2012年）
- CCJC　「リアルウコン」（2012年）
- 任天堂　ニンテンドーDS「カルパッチョ」（2006年）
- USJ　「クリスマスバージョン」（2006年）

### ラジオ
- レインボータウンFM　「ミュージックデリバリー」 - メインパーソナリティー（2010年）

### 舞台
- 雑草の誌（2006年、日本放映プロ）
- ただそれだけのこと - マイク 役（2007年、劇団ツンドラデパート第4回公演）
- 1/2（2007年2007年7月5日-7月8日、劇団宇宙キャンパス第9回公演） - ケンジ 役[23]
- TAKE OFF!!（2007年、劇団一番ライス第1回旗揚げ公演）
- 海冥の城（2009年、KENプロ×AMIプロ） - ギギ 役
- 火消しや（2010年11月30日-12月5日、劇団外組第5回公演） - 小政 役
- 奇跡の男（2011年6月9日-6月19日、PU-PU-JUICE第11回公演） - 西園寺 役
- 汚れたアヒル - 鴨川役（2012年3月15日-3月25日、PU-PU-JUICE第12回公演）[24]
- ピアノレッスン、なう。（2013年10月30日-11月1日、演劇ユニット黒鯛公演） - 白田万次郎 役[25]
- 新撰組外伝〜風に吹かれながら（2014年、劇団冗談パラダイス20周年記念公演） - 近藤勇 役
- 竜馬が生きる/竜馬を殺す（2014年11月7日-11月16日、PU-PU-JUICE公演・初時代劇）[26]

### その他
- YouTube　LOTTE SWEET FILMS「MY NAME」 - 田辺先生 役　アベラヒデノブ監督[27]
- 日本綜合地所パンフレット（2014年）
- 雑誌　リクルート『関西ゼクシィ』（2009年）
- 雑誌　主婦の友社『Ray』（2005年）
- WEB　熱血硬派くにおくん 第4話 - 半グレ選手A 役　山本浩貴監督
- BeeTV　L et M 第2話 - タクシー運転手 役　寒竹ゆり監督
- KEEP WALKING THEATRE　曇天吉日　山下敦弘監督
- 「セディアナスモーカー」（電子たばこ）全国取扱量販店店頭VP
- 奥村遊機　CR赤井英和